# Distichophyllum rigidicaule
Distichophyllum rigidicaule là một loài Rêu trong họ Hookeriaceae. Loài này được (Dusén) Broth. mô tả khoa học đầu tiên năm 1907.